# Rugby Europe Championship U19
El Campeonato Europeo M19 fue una competición de rugby para selecciones nacionales juveniles europeas. El nombre de U19 deriva del inglés under 19 con el significado en español de M19 o sub-19.
Se disputó desde el año 2007 hasta el 2015, fecha en que fue reemplazado por el Rugby Europe U20 Championship.

## Campeonatos
| Edición | Año  | Campeón  | 2º puesto | 3º puesto | 4º puesto    |
| ------- | ---- | -------- | --------- | --------- | ------------ |
| I       | 2007 | Rumania  | Polonia   | Rusia     | Portugal     |
| II      | 2008 | Rumania  | Georgia   | Rusia     | Portugal     |
| III     | 2009 | Italia   | Georgia   | España    | Rusia        |
| IV      | 2010 | Georgia  | Rusia     | Rumania   | Bélgica      |
| V       | 2011 | Georgia  | Rusia     | Rumania   | Países Bajos |
| VI      | 2012 | Portugal | Georgia   | Bélgica   | España       |
| VII     | 2013 | Georgia  | Bélgica   | España    | Portugal     |
| VIII    | 2014 | Georgia  | Portugal  | España    | Rusia        |
| IX      | 2015 | España   | Rumania   | Portugal  | Rusia        |

## Posiciones
Número de veces que las selecciones ocuparon las cuatro primeras posiciones en todas las ediciones.
| Equipo       | Campeón | 2º puesto | 3º puesto | 4º puesto |
| ------------ | ------- | --------- | --------- | --------- |
| Georgia      | 4       | 3         |           |           |
| Rumania      | 2       | 1         | 2         |           |
| Portugal     | 1       | 1         | 1         | 3         |
| España       | 1       |           | 3         | 1         |
| Italia       | 1       |           |           |           |
| Rusia        |         | 2         | 2         | 3         |
| Bélgica      |         | 1         | 1         | 1         |
| Polonia      |         | 1         |           |           |
| Países Bajos |         |           |           | 1         |